# Lijst van vlaggen van Litouwen
Dit is een lijst van vlaggen van Litouwen.

## Nationale vlag (perFIAV-codering)
|          | Civiele vlag | Staatsvlag | Oorlogsvlag |
| -------- | ------------ | ---------- | ----------- |
| Te land  | · ?          | · ?        | · ?         |
| Te water | · ?          | · ?        | · ?         |

De geel-groen-rode driekleur mag ook als dienstvlag gebruikt worden, in plaats van de rode vlag met de ridder.

## Vlaggen van bestuurders
| Vlag | Periode | Functie                         | Beschrijving |
| ---- | ------- | ------------------------------- | ------------ |
|      |         | Vlag van de Litouwse president. |              |

## Militaire vlaggen
De oorlogsvlag is reeds in de eerste tabel te vinden.
| Vlag | Periode | Functie | Beschrijving |
| ---- | ------- | ------- | ------------ |
|      |         | Geus.   |              |